# 斬撃-ZANGEKI-
『斬撃-ZANGEKI-』（ざんげき、原題：Against the Dark）は、2009年にアメリカで製作されたアクション映画。

## 概要
スティーヴン・セガール作品初のゾンビ映画である。

## ストーリー
流行病が人類を圧倒し、ほとんど全ての人が吸血鬼やゾンビのような血に飢えた感染者になってしまう。治療法は確立されておらず、"闇と戦う "生存者はごくわずかだ。タオ（セガール）はヴァンパイア／ゾンビハンターのグループを率いている。病院の生存者たちは怯え、孤立しており、病院内で感染者との死闘を続けていた。生存者たちにとってさらに悪いことに、巨大な陸軍基地が夜明けにその地域を爆撃する計画を立てた為、生存者たちは非常用電源が切れ病院内に閉じ込められる前に唯一機能する1つだけ残された出口にたどり着かなければならない状況となる。さらに階段やエレベーターの多くが封鎖されている為、一段一段上っていかなければならないという苦境に立たされる。一方、クロス（リンデン・アシュビー）はウォーターズ中尉（キース・デイヴィッド）による病院への空襲を阻止しようと試みる。多くの生存者とハンターが殺され、病院から脱出する途中で別のハンターが感染し徐々に泥沼と化していく。

## キャスト
| 役名             | 俳優                     | 日本語吹替 |
| ---------------- | ------------------------ | ---------- |
| タオ             | スティーヴン・セガール   | 大塚明夫   |
| タガート         | タノアイ・リード         | 乃村健次   |
| ドロシー         | ジェナ・ハリソン         | 園崎未恵   |
| クロス           | リンデン・アシュビー     | 田中正彦   |
| モーガン         | ダニー・ミッドウィンター | 森田順平   |
| ディラン         | ダニエル・パーシヴァル   | 三木眞一郎 |
| シャーロット     | スカイ・ベネット         | 日笠陽子   |
| ウォーターズ大佐 | キース・デイヴィッド     | 宝亀克寿   |

- その他の声の出演：林真里花、杉村憲司、利根健太朗、田坂浩樹、石田嘉代、岡哲也